# Arena (álbum de Duran Duran)
Arena es el primer álbum en vivo de la banda británica Duran Duran lanzado a nivel mundial en noviembre de 1984 y reeditado con dos pistas adicionales en 2004.

## Lista de canciones

### 1984 release
- Todas las canciones compuestas por Duran Duran.

1. "Is There Something I Should Know?" – 4:34
2. "Hungry Like the Wolf" – 4:01
3. "New Religion" – 5:37
4. "Save a Prayer" – 6:12
5. "The Wild Boys" – 4:18
6. "The Seventh Stranger" – 5:05
7. "The Chauffeur" – 5:23
8. "Union of the Snake" – 4:09
9. "Planet Earth" – 4:31
10. "Careless Memories" – 4:07

### Reedición de 2004
- Todas las canciones compuestas por Duran Duran.

1. "Is There Something I Should Know?" – 4:34
2. "Hungry Like the Wolf" – 4:01
3. "New Religion" – 5:37
4. "Save a Prayer" – 6:12
5. "The Wild Boys" – 4:18
6. "The Seventh Stranger" – 5:05
7. "The Chauffeur" – 5:23
8. "Union of the Snake" – 4:09
9. "Planet Earth" – 4:31
10. "Careless Memories" – 4:07
11. "Girls on Film" – 5:59
12. "Rio" – 5:55

### Sencillos
- "The Wild Boys" (octubre de 1984)
- "Save a Prayer (en vivo desde el Arena)" (enero de 1985)

## Miembros
- Simon Le Bon - voces
- Nick Rhodes - teclados
- John Taylor - bajo
- Roger Taylor - batería
- Andy Taylor - guitarras

- Datos: Q2328257